# بمب‌گذاری ۲۰۱۵ بیروت
حملات بیروت در ۱۲ نوامبر ۲۰۱۵ (به عربی: تفجيرا بيروت ۲۰۱۵) به دو انفجار انتحاری در منطقه ضاحیه در جنوب بیروت گفته می‌شود. این دو انفجار در محله برج البراجنه در محله شیعه‌نشین جنوب بیروت منجر به کشته شدن ۴۳ تا ۴۵ و زخمی شدن ۲۳۹ نفر شد. گروه تروریستی دولت اسلامی عراق و شام مسئولیت این حادثه را پذیرفت.

## پیش‌زمینه
نیروهای نظامی حزب‌الله لبنان حضور فعالی در جنگ داخلی سوریه دارند و در حمایت از بشار اسد مبارزه می‌کنند و حملات مختلف به مناطق تحت سلطه حزب‌الله به معنای انتقام از این حزب تلقی شده‌است. در منطقه مورد حمله یک اردوگاه آوارگان فلسطینی نیز قرار دارد.

## وقایع
در این حادثه ۳ عامل انتحاری شامل ۲ فرد فلسطینی و ۱ نفر سوری شرکت داشتند، نخستین فرد در ساعت ۶ بعد از ظهر به وقت محلی جلیقه انفجاری خود را مقابل یک مسجد منفجر کرد و پس از جمع شدن افراد عامل دوم بمب خود را منفجر کرد، احتمالاً عامل سوم پیش از آنکه کمربند انفجاری خود را منفجر کند بر اثر دومین انفجار کشته شده باشد، در بین کشته شدگان این حادثه یکی از مقامات اطلاعاتی محلی حزب‌الله هم حضور داشت. این انفجار بدترین بمب‌گذاری از زمان پایان جنگ داخلی لبنان توصیف شد. به احترام قربانیان این بمب‌گذاری در سراسر لبنان عزای عموم اعلام شد.

## واکنش‌ها
- لبنان: تمام سلام نخست‌وزیر لبنان به مردم این کشور گفت اجازه ندهند این واقعه باعث اختلاف و کشمکش فرقه‌ای و قومی شود.
- سازمان ملل متحد: بان کی مون، دبیرکل سازمان ملل در بیانیه‌ای با محکوم کردن این حمله تروریستی آن را اقدامی حقیرانه خواند و از لبنانی‌ها خواست همچنان امنیت و ثبات در کشور خود را حفظ کنند.
- ایران: وزارت امورخارجه ایران با اعلام محکومیت شدید انفجار تروریستی ضاحیه در جنوب بیروت که به کشته و مجروح شدن تعداد زیادی از شهروندان بیگناه لبنانی منجر گردید این حادثه را به دولت و ملت لبنان و خانواده‌های شهدا تسلیت گفت.[۵]
- ایالات متحده آمریکا: وزارت خارجه آمریکا ضمن محکوم کردن این دو انفجار که، جان باختن ده‌ها شهروند لبنانی را به مردم این کشور و خانواده‌های قربانیان تسلیت گفت.
- فرانسه: فرانسه نیز با سخیف خواندن این اقدام تروریستی تأکید کرد که در کنار ملت و رهبران لبنان در جنگ آن‌ها علیه تروریسم ایستاده‌است.
- عراق: نخست‌وزیر عراق انفجارهای خونین روز پنجشنبه در ضاحیه بیروت را تسلیت گفت.
- ترکیه: وزارت خارجه ترکیه با انتشار بیانیه‌ای انفجارهای خونین پنجشنبه شب در لبنان را محکوم کرد.
- مصر: وزارت خارجه مصر اعلام کرد که قاهره همواره در کنار ملت لبنان ایستاده و در چنین شرایط حساسی که تروریست‌ها و افراط‌گراها و دشمنان اسلام به فکر ضربه زدن به امنیت و ثبات در لبنان هستند مصر خود را موظف می‌داند که در کنار ملت لبنان باشد.
- کویت: کویت با شدیدترین عبارات حمله‌های تروریستی در جنوب بیروت را محکوم کرد.
- اردن: حملات تروریستی ضاحیه بیروت را محکوم کرد.[۶]